# نياشا موشيكوي
نياشا موشيكوي (بالإنجليزية: Nyasha Mushekwi)‏ (مواليد 21 أغسطس 1987 في هراري) هو لاعب كرة قدم زيمبابوي، يلعب حاليًا مع نادي داليان ييفانغ الصيني.

## إحصائيات
آخر تحديث 22 أكتوبر 2016.
| أداء الأندية | أداء الأندية       | أداء الأندية              | الدوري | الدوري | الكأس              | الكأس              | قاريًا   | قاريًا   | المجموع | المجموع |
| الموسم       | النادي             | الدوري                    | ظهور   | أهداف  | ظهور               | أهداف              | ظهور    | أهداف   | ظهور    | أهداف   |
| زيمبابوي     | زيمبابوي           | زيمبابوي                  | الدوري | الدوري | كأس زيمبابوي       | كأس زيمبابوي       | أفريقيا | أفريقيا | المجموع | المجموع |
| ------------ | ------------------ | ------------------------- | ------ | ------ | ------------------ | ------------------ | ------- | ------- | ------- | ------- |
| 2007         | كابس يونايتد       | دوري زيمبابوي الممتاز     | 16     | 2      | —                  | —                  | —       | —       | 16      | 2       |
| 2008         | كابس يونايتد       | دوري زيمبابوي الممتاز     | 18     | 7      | —                  | —                  | —       | —       | 18      | 7       |
| 2009         | كابس يونايتد       | دوري زيمبابوي الممتاز     | 21     | 8      | —                  | —                  | —       | —       | 21      | 8       |
| 2010         | كابس يونايتد       | دوري زيمبابوي الممتاز     | 13     | 5      | —                  | —                  | —       | —       | 13      | 5       |
| جنوب أفريقيا | جنوب أفريقيا       | جنوب أفريقيا              | الدوري | الدوري | كأس إم تي إن 8     | كأس إم تي إن 8     | أفريقيا | أفريقيا | المجموع | المجموع |
| 2010–11      | ماميلودي صن داونز  | دوري جنوب أفريقيا الممتاز | 27     | 14     | 2                  | 1                  | —       | —       | 29      | 15      |
| 2011–12      | ماميلودي صن داونز  | دوري جنوب أفريقيا الممتاز | 28     | 9      | 3                  | 0                  | —       | —       | 31      | 9       |
| 2012–13      | ماميلودي صن داونز  | دوري جنوب أفريقيا الممتاز | 24     | 5      | 2                  | 1                  | —       | —       | 26      | 6       |
| بلجيكا       | بلجيكا             | بلجيكا                    | الدوري | الدوري | كأس بلجيكا         | كأس بلجيكا         | أوروبا  | أوروبا  | المجموع | المجموع |
| 2013–14      | أوستينده (إعارة)   | الدوري البلجيكي للمحترفين | 20     | 2      | 5                  | 1                  | —       | —       | 25      | 3       |
| السويد       | السويد             | السويد                    | الدوري | الدوري | كأس السويد         | كأس السويد         | أوروبا  | أوروبا  | المجموع | المجموع |
| 2015         | يورغوردينس (إعارة) | الدوري السويدي الممتاز    | 21     | 12     | 0                  | 0                  | —       | —       | 21      | 12      |
| الصين        | الصين              | الصين                     | الدوري | الدوري | كأس الاتحاد الصيني | كأس الاتحاد الصيني | آسيا    | آسيا    | المجموع | المجموع |
| 2016         | داليان ييفانغ      | الدوري الصيني الأول       | 30     | 20     | 0                  | 0                  | —       | —       | 30      | 20      |
| المجموع      | المجموع            | المجموع                   | 187    | 62     | 12                 | 3                  | —       | —       | 199     | 65      |

### الأهداف الدولية
آخر تحديث 17 نوفمبر 2016.أهداف ونتائج زيمبابوي تظهر أولًا على اليمين.
| الهدف | التاريخ        | الملعب                                  | الخصم   | الهدف | النتيجة | المنافسة    |
| ----- | -------------- | --------------------------------------- | ------- | ----- | ------- | ----------- |
| 1     | 13 نوفمبر 2016 | الملعب الوطني للرياضات، هراري، زيمبابوي | تنزانيا | 3–0   | 3–0     | مباراة ودية |

## روابط خارجية
- نياشا موشيكوي على موقع كرة السلة الأوروبية.كوم (الإنجليزية)
- نياشا موشيكوي على موقع اتحاد السويد (السويدية)
- نياشا موشيكوي على موقع قاعدة بيانات كرة القدم.إي يو (الإنجليزية)
- نياشا موشيكوي على موقع ناشيونال فوتبول تيمز (الإنجليزية)
- نياشا موشيكوي على موقع Soccerway.com (الإنجليزية)
- نياشا موشيكوي على موقع عالم كرة القدم.نت (الإنجليزية)